# レンティの聖母
『レンティの聖母』（レンティのせいぼ、伊: Madonna Lenti）は、イタリアのルネサンス期の画家、カルロ・クリヴェッリが1472-1473年頃に制作した絵画である。板上にテンペラと金で描かれており、「OPVS KAROLI CRIVELLI VENETI」と署名されている。1944年以来、ニューヨークのメトロポリタン美術館に所蔵されている。
個人的な祈祷を目的とした小品で、おそらく1790年頃にアスコリ・ピチェーノのピエル・ジョバンニ・レンティの家でオルシーニが見た作品である。署名には通常の「C」ではなく「K」がつけられている。この時オルシーニが見た作品の他の候補として『アンコーナの聖母』（おそらく1480年頃）があるが、この作品には「KAROLI」ではなく「CAROLI」と署名されている。本作に関する最初の決定的な言及は1852年のもので、クライサのジョーンズ・コレクションにあった。その後、1871年にベアリング・コレクション、次にノースブルック・コレクションに移った。デュヴィーン兄弟は1927年に作品を取得し、ジュール S. バッシュに譲渡して、最終的に現在の所蔵元であるメトロポリタン美術館のコレクションに入った。
欄干の後ろに半身像の物思いにふける聖母マリアが描かれており、幼子イエス・キリストは聖母から離れて、クッションと布地の上に立っている。布地には画家の署名がある紙片がついている。幼子イエスは小鳥を手に掴んでいるが、これはイエスの将来の受難の象徴である。聖母の背後にはカーテンがあり、ヴェネツィア派絵画の影響を示している。カーテンの両側には風景が見え、画面上部にはパドヴァの典型的な装飾要素である葉、リンゴ、キューリの付いた飾り紐がある。